# Mangifera pentandra
Mangifera pentandra là một loài thực vật thuộc họ Anacardiaceae. Loài này có ở Malaysia, Singapore và có thể có ở Thái Lan.